# Istituto italiano di preistoria e protostoria
L'Istituto Italiano di Preistoria e Protostoria, spesso citato con l'acronimo IIPP, è un ente morale che ha sede a Firenze e da oltre cinquant'anni si pone l'obiettivo di promuovere e valorizzare gli studi di preistoria e protostoria in Italia.

## Storia

Paolo Graziosi in Fezzan (Libia), 1967

L'Istituto Italiano di Preistoria e Protostoria è stato fondato a Firenze il 30 ottobre 1954, in seguito alla scissione dall'Istituto Italiano di Paleontologia Umana, per iniziativa di un Comitato promotore, costituito dai Professori Mario Bertolone, Giacomo Devoto, Silvio Ferri, Paolo Graziosi, Piero Leonardi, Carlo Maviglia, Massimo Pallottino, Ferrante Rittatore Vonwiller, Ezio Tongiorgi, Livio Trevisan e Francesco Zorzi.
Il paradigma fondante dell’Istituto è la cooperazione tra le discipline naturalistiche e storiche, volta a superare la dicotomia che aveva contrapposto le ricerche sul Paleolitico e quelle sulla preistoria più recente. 
La necessità di una congiunzione tra le discipline era già stata posta in evidenza nel 1946 da Paolo Graziosi e Giacomo Devoto alla presentazione della Rivista di Scienze Preistoriche e ribadito nel 1950 dallo stesso Devoto nell'introdurre il I Congresso Internazionale di Preistoria e Protostoria mediterranea.
Fu così estesa la collaborazione all'archeologia ed alla linguistica, invitando “al contatto e al contrasto fecondo’” del metodo naturalistico e di quello storico. Tale prospettiva aveva lo scopo di stimolare il confronto tra competenze e ambiti di ricerca diversi, ponendo le basi per creare una struttura comunitaria della ricerca preistorica e protostorica. La sede originaria del neonato Istituto Italiano di Preistoria e Protostoria fu lo storico Convento delle Oblate (XIV sec.), di proprietà del Comune di Firenze. Dal 2015, l’Istituto è ospitato dal Museo archeologico nazionale di Firenze e la sua nuova sede si trova in Via della Pergola 65.
Oggi l’IIPP conta oltre 400 soci, che comprendono singoli studiosi e istituzioni (Soprintendenze, Dipartimenti universitari, Musei) impegnati nella tutela, nello studio e nella valorizzazione delle testimonianze preistoriche e protostoriche e delle discipline scientifiche che contribuiscono a migliorare la conoscenza del passato più remoto dell’uomo.
Per tale motivo l'IIPP è considerato un polo di eccellenza per lo studio della Preistoria e Protostoria italiana riconosciuto da MiC e MUR, i quali, insieme alla Regione Toscana e alla Fondazione CR Firenze, contribuiscono in parte a finanziarne le attività.
L'IIPP promuove gli studi sul più lontano passato dell'uomo attraverso le Riunioni Scientifiche (RS), organizzate con cadenza annuale sulla Preistoria e Protostoria di una regione italiana oppure su singoli periodi o su temi di carattere generale.
Oltre a finanziare progetti di ricerca e borse di studio, l’Istituto tiene seminari di alta formazione (IAPP) e conferenze sulle scoperte e sulle problematiche di attualità.
È infine editore di collane e periodici, sia digitali che cartacei.
Il ricco patrimonio documentario dell'Istituto Italiano di Preistoria e Protostoria è conservato nella Biblioteca e negli archivi storico e fotografico, situati all’interno dello stesso complesso.

## La Biblioteca

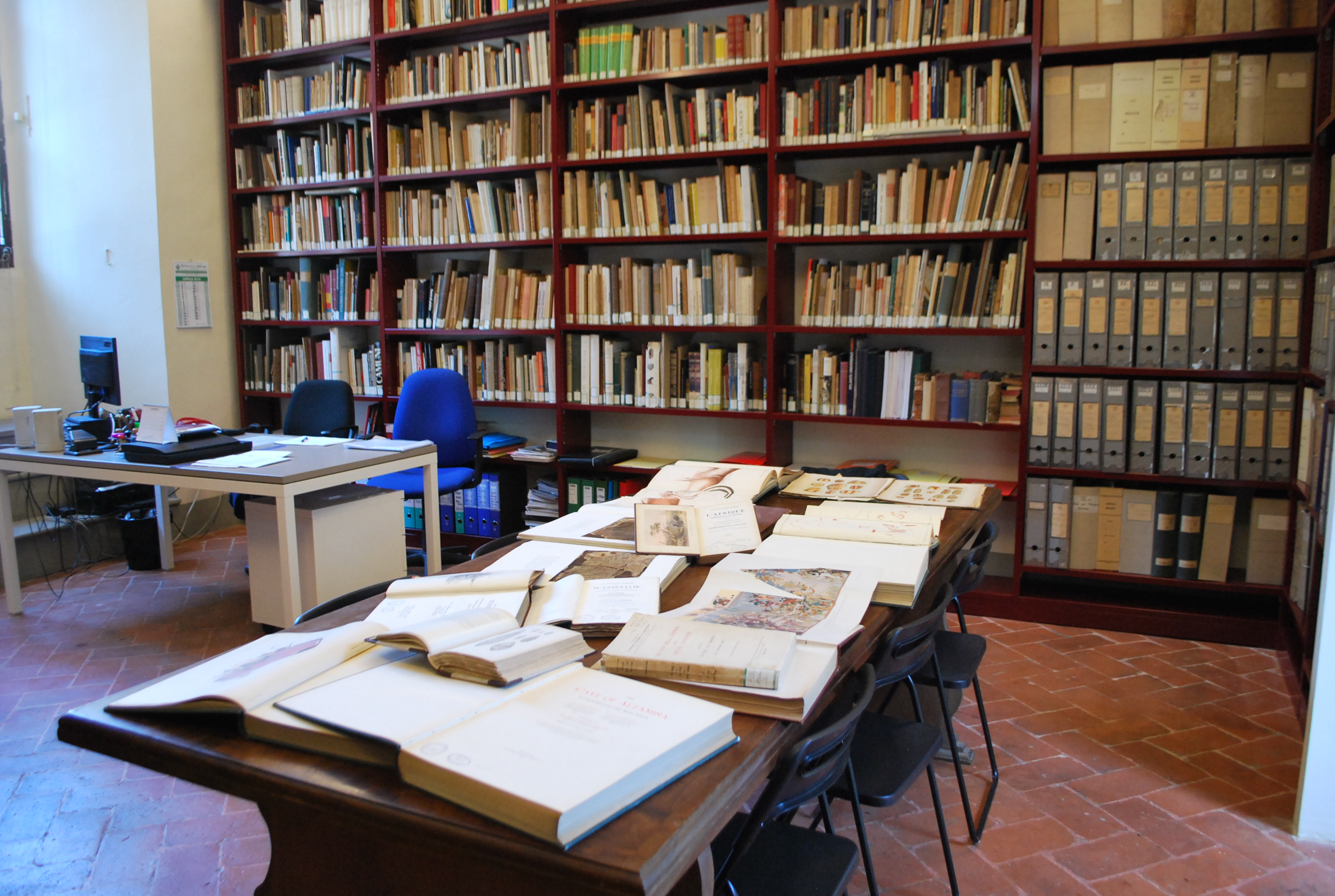
Istituto Italiano di Preistoria e Protostoria, interno biblioteca

La Biblioteca dell'IIPP, specializzata in Archeologia e Arte della Preistoria e Protostoria, conta attualmente circa 30.0000 volumi tra monografie e periodici, oltre ad alcune migliaia di estratti: è la biblioteca più importante del settore in Toscana ed una delle più fornite in Italia.
Essa è in continua crescita grazie all’acquisizione di nuove risorse bibliografiche mediante acquisti, doni o cambi con i volumi editi dall'Istituto.
La sua ricca Emeroteca è costituita da periodici provenienti da tutte le aree geografiche del pianeta (390 titoli, 200 dei quali in corso).
Parte integrante della Biblioteca dell'IIPP è il fondo librario “Paolo Graziosi”, così denominato in quanto donato all’Istituto per lascito testamentario dello studioso nel 1988. Tale fondo consta di circa 2500 monografie, 60 periodici e 4.000 estratti, e comprende volumi risalenti ai primi decenni del XX secolo, oggi rari e preziosi. Tra questi documenti, rivestono particolare interesse le opere dedicate all’arte preistorica, che fu il principale campo di studio di Graziosi.
Il Fondo Graziosi e la Biblioteca dell’IIPP sono stati catalogati ed inseriti in SBN e nel Sistema Documentario Integrato dell’Area Fiorentina (SDIAF) e possono essere consultati online al link http://opac.comune.firenze.it/easyweb/w2001/index.php?scelta=campi&&biblio=RT10CE&lang
La Biblioteca dell'Istituto Italiano di Preistoria e Protostoria è stata dichiarata di interesse culturale dalla Regione Toscana ai sensi del DL 22 gennaio 2004, n. 42 con decreto dirigenziale n. 1346 del 15/04/2013.

## Archivio storico IIPP
L’archivio storico è stato riorganizzato e risistemato tra il 2015 e il 2016 durante il trasferimento dell’Istituto nella nuova sede. Esso contiene documenti amministrativi e contabili per un totale di 524 elementi e rappresenta una preziosa testimonianza di quasi sessanta anni di attività dell’Istituto (1954-2005) finalizzata alla promozione e allo sviluppo di questo campo di studi. La scheda dettagliata della consistenza di questo archivio può essere consultata sul sito del Sistema Informativo Unificato delle Soprintendenze Archivistiche (SIUSA) a questo link: .

## Archivio fotografico IIPP

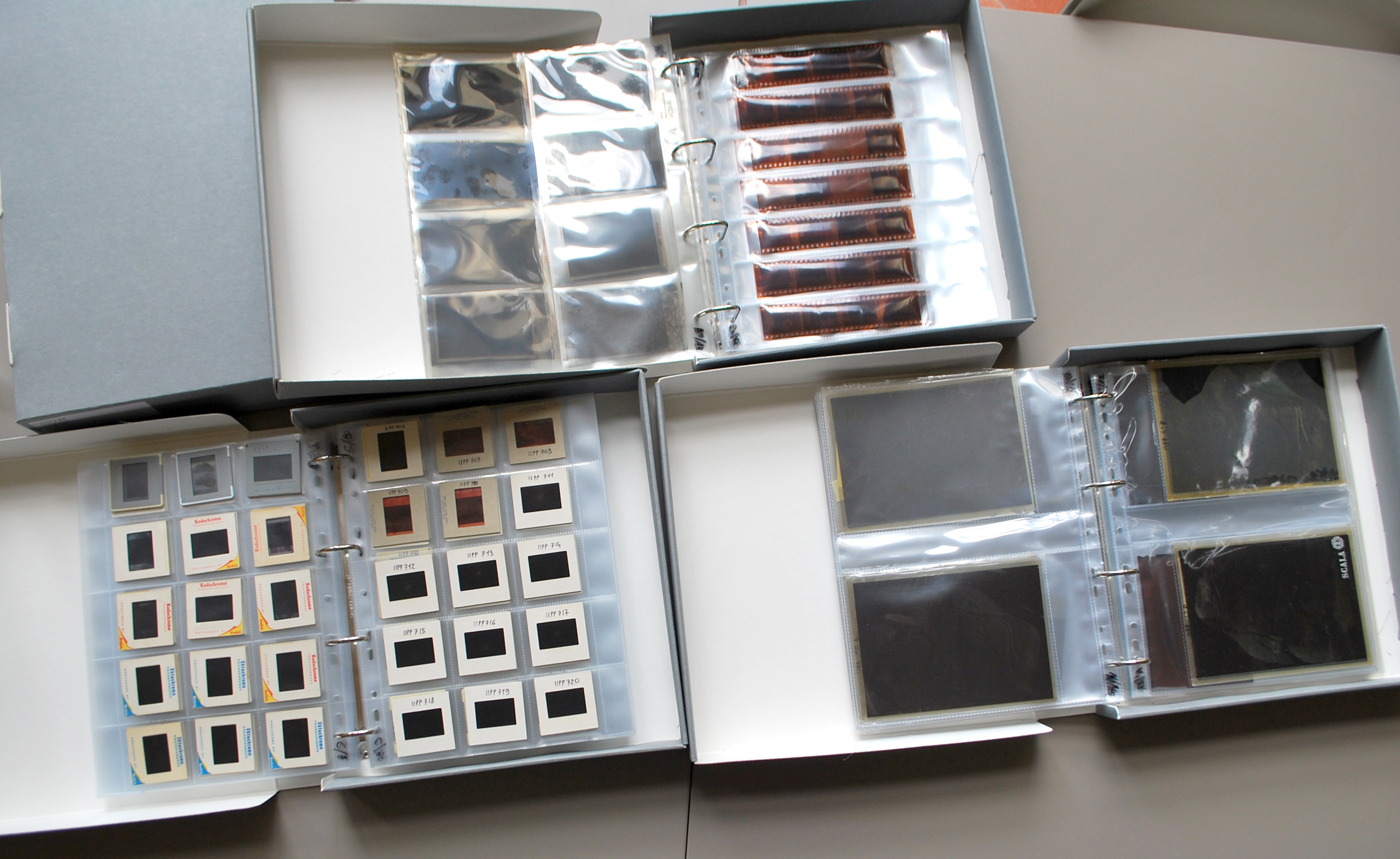
Archivio Fotografico IIPP

L’archivio fotografico dell’Istituto è frutto anch’esso del lascito testamentario di Paolo Graziosi ed è conservato a Firenze, presso la sede dell’Istituto Italiano di Preistoria e Protostoria. 
La raccolta comprende circa 10.000 unità tra diapositive, fotografie, negativi e positivi fotografici. Queste immagini, spesso scattate dallo stesso archeologo, permisero a Graziosi di integrare i suoi studi nell'ambito della preistoria e della protostoria, non solo su scala nazionale, ma anche a livello internazionale. L’archivio fotografico risulta tuttora una delle raccolte di documentazione visiva scientifica più importanti del settore in Italia, poiché ancora oggi contribuisce allo studio della preistoria europea e africana.
In particolare, nei suoi scatti Graziosi documenta le diverse fasi di ricerche, scavi e convegni portati avanti dalla fine degli anni ‘20 del secolo scorso. 
La documentazione fotografica è stata inventariata e suddivisa per supporto e per settore geografico. Essa documenta una grande varietà di temi e di soggetti: in una prevalenza di raffigurazioni relative all’arte preistorica, scavi, ricerche archeologiche ed antropologiche, emergono anche molte vedute paesaggistiche, immagini di viaggio e riprese di carattere etnografico. Degni di nota sono i rilievi grafici originali su carta di dimensioni variabili da 20 cm fino ad oltre 3 metri, realizzati nel Corno d'Africa e raffiguranti incisioni e pitture rupestri a grandezza naturale.
Da un punto di vista geografico, circa i due terzi del fondo costituiscono il materiale raccolto in terra africana, specialmente in Libia e nel Corno d'Africa, dove Paolo Graziosi ha effettuato numerose spedizioni tra gli anni '30 e gli anni '70. La documentazione relativa all'arte preistorica italiana rappresenta una porzione importante del fondo ed è raffigurata in netta maggioranza rispetto all'arte mobiliare.
L’Archivio fotografico è stato dichiarato dalla Direzione Regionale per i Beni Culturali e Paesaggistici della Toscana di interesse storico particolarmente importante ai sensi del DL 42/2004, con decreto n.608/2012.
Con il progetto Accessibilità virtuale all’Archivio storico dell’Istituto Italiano di Preistoria e Protostoria, in corso di realizzazione con il contributo di Fondazione CR Firenze e MUR, è stato reso disponibile al pubblico il patrimonio fotografico dell’IIPP.
La prima tappa del progetto consiste nella valorizzazione del lotto di immagini di Porto Badisco, oggetto di studi da parte di Graziosi per lunghi anni, dal 1970 (anno della scoperta) al 1980 (anno della pubblicazione dei risultati per la collana Origines dell’IIPP).

## I Progetti dell’IIPP

### Open Prehistory
Open Prehistory è una piattaforma che permette di rendere fruibili contenuti digitali inerenti alla Preistoria. Il progetto è stato ideato e realizzato dall’Istituto Italiano di Preistoria e Protostoria, grazie ai contributi della Fondazione CR Firenze e del MUR.
Il portale è nato dall’esigenza di creare un collettore di conoscenza utilizzabile non soltanto dagli studiosi di Preistoria, ma anche da tutti coloro che desiderano approcciarsi per la prima volta a tale ambito. Si tratta quindi di un ‘’luogo virtuale’’ che, oltre a permettere un accesso libero a queste conoscenze, invita gli utenti a un contatto reale con la Preistoria e con coloro che portano alla luce questo patrimonio del passato.
Per poter diffondere fonti e contenuti per l’accrescimento delle conoscenze in ambito preistorico è necessario rendere semplice l’accesso a questi dati. Ecco perché è stato scelto di condividere in formato open i contenuti presenti sulla piattaforma e utilizzarli per la formazione, per la ricerca, per lo studio a tutti i livelli.
Open Prehistory raccoglie il materiale organizzandolo in sezioni a seconda della tipologia.
La sezione più ampia è costituita dall’editoria digitale. In particolare, l’Istituto rende disponibili gratuitamente i volumi della Rivista di Scienze Preistoriche pubblicati dal 1946 al 2006, il Notiziario di Preistoria e Protostoria, gli Abstract Book degli Incontri Annuali di Preistoria e Protostoria e gli Atti delle riunioni scientifiche.
Tutti i contenuti didattici e divulgativi sono liberamente consultabili e scaricabili. Questi materiali comprendono principalmente, ma non solo, i numeri della collana divulgativa “Sguardi sulla Preistoria” e i volumi “+ Preistoria: Quaderni didattici dell’IIPP”. Questo materiale è principalmente indirizzato agli insegnanti delle scuole di ogni ordine e grado come integrazione e supporto ai programmi didattici. 
I filmati prodotti dall’IIPP hanno spazio in una sezione dedicata, che comprende i prodotti multimediali già presenti su YouTube, quelli prodotti in collaborazione con il Laboratorio multimediale dell’Università degli studi di Firenze, i filmati relativi alle attività di ricerca dell’IIPP e quelli realizzati per mostre ed eventi particolari (come il filmato della mostra “La fragilità del segno” realizzato con Vincenzo Capalbo, che ha ottenuto il premio Gold nella categoria “Creative exhibition installations” al Festival of Audiovisual International Multimedia Patrimony organizzato dall’AVICOM).
La piattaforma è stata recentemente integrata con il catalogo dell’archivio fotografico, la cui consultazione è organizzata mediante percorsi tematici specifici. Da questi sarà possibile visualizzare e scaricare la relativa documentazione visiva.
Il primo percorso è stato inaugurato nel 2020 ed è dedicato alle pitture rupestri della Grotta dei Cervi di Porto Badisco a Otranto, documentate durante le ricerche condotte da Paolo Graziosi tra il 1970 e il 1975.

### Censimento delle raccolte fotografiche in Italia
Nel 2022 l’archivio fotografico dell’IIPP è entrato a fare parte del progetto “Censimento delle raccolte e degli archivi fotografici in Italia”, promosso dal Ministero della Cultura (MiC), per valorizzare e promuovere l’attività di Paolo Graziosi e la preziosa documentazione raccolta nel corso dei suoi scavi, ricerche e viaggi in tutto il mondo.

### Mostre

Paolo Graziosi misura un masso con incise tre figure di "uomini-gatto" (Tilizzaghen Libia, 1967)

Nel 2017, l’IIPP ha realizzato la mostra La fragilità del segno. Arte rupestre dell’Africa nell’archivio dell’Istituto Italiano di Preistoria e Protostoria, sotto il patronato dell’UNESCO ed in collaborazione con Polo Museale della Toscana/Museo Archeologico Nazionale di Firenze, Fondazione Cassa di Risparmio di Firenze, Virgilio Sieni / Centro di produzione sui linguaggi del corpo e della danza, Ufficio UNESCO del Comune di Firenze, Università di Firenze – Funzione per lo Sviluppo di Prodotti Multimediali, con il contributo MIUR. Con il patrocinio del MIBACT, della Commissione Nazionale Italiana per UNESCO (CNI), del Comune di Firenze, del Dipartimento di Biologia dell’Università di Firenze.
La mostra, a cura di Anna Revedin, Luca Bachechi, Andrea De Pascale, Silvia Florindi, propone alcune tra le più antiche e straordinarie attestazioni artistiche dell’umanità, situate in luoghi attualmente inaccessibili a causa di conflitti interni ed internazionali, ponendo l’attenzione sulla necessità di preservare questo inestimabile ma fragile patrimonio dell’umanità.
Si tratta di un percorso immersivo tra immagini e filmati dell’archivio IIPP, realizzati fra gli anni ’30 e gli anni ‘60 da Paolo Graziosi nel corso delle missioni di studio sull’arte rupestre della Libia e del Corno d'Africa.

### Mostre virtuali
Dal 2020, l’’IIPP si dedica anche alla realizzazione di mostre virtuali, liberamente accessibili tramite il portale Open Prehistory:
- Porto Badisco nel cinquantenario della scoperta. Una visita nel santuario preistorico attraverso le foto di Paolo Graziosi.

La mostra è stata realizzata nel 2020, nell’ambito del progetto Accessibilità virtuale all’Archivio storico IIPP (bando “Laboratori culturali” della Fondazione CR Firenze), in occasione del cinquantenario della scoperta del complesso cultuale preistorico della grotta di Porto Badisco (Lecce).
- 170.000 anni fa a Poggetti Vecchi. Neanderthal ed elefanti nella Maremma toscana, la sfida del clima.

Con questa mostra virtuale realizzata nel 2021, l’Istituto vuole presentare l’eccezionale caso studio di Poggetti Vecchi (Grosseto): un sito datato a 170.000 anni fa, frequentato da neandertaliani e da elefanti antichi, attraverso un percorso a ritroso nel tempo, a partire dagli scavi che hanno svelato una nicchia ecologica particolare fino alla scoperta dei più antichi manufatti in legno mai prodotti in Italia. Nel 2022, è stata realizzata la versione in inglese della mostra virtuale: 
- 170,000 years ago at Poggetti Vecchi. Neanderthal and elephants in the Tuscan Maremma. The climate challenge.

### Editoria
Di grande rilevanza l’attività editoriale dell’Istituto, i cui prodotti sono:

#### Rivista di Scienze Preistoriche
Fondata nel 1946 da Paolo Graziosi, fu da lui diretta secondo un programma senza limiti cronospaziali, disciplinari o metodologici, nella convinzione che la più antica Storia dell’uomo dovesse essere studiata come un solo, complesso fenomeno, non frazionabile in settori distinti e circoscritti. Nel 1989, a seguito della scomparsa di Paolo Graziosi, è divenuta di proprietà dell’Istituto Italiano di Preistoria e Protostoria.
La Rivista di Scienze Preistoriche pubblica articoli e memorie originali in italiano ed altre lingue, corredati da didascalie e riassunti in inglese, sulle più importanti scoperte e ricerche nel settore. Ha diffusione internazionale ed è inserita nell’European References Index for the Humanities and Social Sciences (ERIH PLUS). Ogni contributo è sottoposto dal Comitato di Redazione a due revisori esterni (peer-reviewed).

#### Rivista di Scienze Preistoriche – Numeri Speciali
Nuova serie che mantiene la veste grafica e le norme editoriali della Rivista, pensata per accogliere volumi dedicati all’approfondimento di tematiche specifiche, con guest editors e procedura di peer-review estesa a tutti i contributi. L’intento è quello di dare spazio alle molteplici occasioni di riflessione incentrate sulle tematiche della ricerca preistorica e protostorica in Italia, valorizzando l’attività scientifica degli studiosi e destinando loro una sede editoriale rispondente agli attuali sistemi di valutazione accademica. In questa sede saranno quindi pubblicati anche gli esiti delle Riunioni Scientifiche dell’Istituto, sostituendo la collana “Studi di Preistoria e Protostoria” ormai conclusa.

#### Studi di Preistoria e Protostoria
Nata nel 2013 con l’intento di sostituire la collana “Atti delle Riunioni Scientifiche”, di cui ereditò formato, norme redazionali e funzione, introducendo però uno o più curatori e la procedura di peer-review. Ciò per ovviare al rischio che gli atti di convegni non venissero sufficientemente valutati come titolo accademico.
Dal 2020, la collana “Studi di Preistoria e Protostoria” è stata sostituita da “Rivista di Scienze Preistoriche – Numeri Speciali”.

#### Atti delle Riunioni Scientifiche
Le Riunioni Scientifiche dell’Istituto, organizzate con cadenza annuale a partire dal 1973, sono la principale occasione di incontro, a livello nazionale, per gli studiosi del settore e riuniscono ogni anno centinaia di ricercatori, studenti e amatori. La maggior parte delle riunioni è dedicata all’illustrazione dello stato della ricerca su territori regionali; altre sono invece dedicate a singoli periodi della preistoria o della protostoria oppure a temi di interesse generale (quali la Metodologia della ricerca preistorica, l’Arte dal Paleolitico all’Età del Bronzo, Materie Prime e Scambi nella preistoria italiana).
La serie comprende gli Atti delle Riunioni Scientifiche tenutesi dal 1973 al 2009 (I-XLV). Successivamente a tale data è stata sostituita dalla nuova collana “Studi di Preistoria e Protostoria Italiana”, divenuta a sua volta “Rivista di Scienze Preistoriche – Numeri Speciali” dal 2020.

#### Origines
Collana in cui l’Istituto cura la pubblicazione di opere di particolare rilevanza scientifica sui differenti aspetti delle civiltà preistoriche e protostoriche nazionali ed internazionali, e sulle principali ricerche condotte o finanziate dall’Istituto stesso. Le pubblicazioni vengono selezionate tra le proposte pervenute secondo il regolamento approvato dall’Assemblea dei Soci.

#### Sguardi sulla Preistoria
Collana con cui l’Istituto Italiano di Preistoria e Protostoria si propone di contribuire non solo all’approfondimento degli studi, secondo la sua missione statutaria, ma anche alla maggiore diffusione delle conoscenze sul patrimonio preistorico, grazie ad un apparato illustrativo accattivante che accompagna testi scientifici scritti da specialisti ma accessibili e di rilevante interesse anche per il grande pubblico. Tale collana è stata inaugurata con il catalogo della mostra La fragilità del segno. Arte rupestre dell’Africa nell’archivio dell’Istituto.

#### Incontri Annuali di Preistoria e Protostoria
Nel 2016 l’Istituto Italiano di Preistoria e Protostoria ha dato avvio ad una nuova serie di momenti di riflessione, scambio di idee e aggiornamento denominati Incontri Annuali di Preistoria e Protostoria (IAPP). La formula adottata, che si esplica nell’ambito di uno/due giorni di confronto sull’attualità della ricerca e su tematiche circoscritte, non prevede l’edizione di volumi di atti nella forma esaustiva, ma costituisce l’occasione per dare avvio ad una nuova collana editoriale, pubblicata in formato esclusivamente digitale, che ne ospita gli abstract.

#### Notiziario di Preistoria e Protostoria
Erede del Notiziario degli scavi della Rivista di Scienze Preistoriche, è pubblicato a partire dal 2014 in formato esclusivamente digitale. Come nel precedente notiziario cartaceo, contiene il resoconto sintetico delle nuove ricerche e scoperte avvenute in Italia nel campo dell’archeologia della preistoria e della protostoria. Le notizie sono presentate in ordine geografico per regione (da nord a sud) e quindi in ordine alfabetico di provincia e comune. Il Notiziario è liberamente consultabile e scaricabile dalla piattaforma Open Prehistory; di ogni fascicolo è disponibile la versione sia ad alta che a bassa risoluzione. Tutti i soci dell’Istituto e gli studiosi di preistoria e protostoria possono proporre contributi, mediante l’apposito form sulla piattaforma Open Prehistory, entro la fine di marzo di ogni anno.

#### +Preistoria/Quaderni didattici dell’IIPP
Collana interamente digitale, nata nel 2019, dedicata alla didattica della Preistoria nelle scuole e nei musei. Grazie alle sezioni generali sulla Preistoria e ai laboratori didattici operativi è uno strumento fondamentale per insegnanti ed operatori museali.

#### I Progetti dell’Istituto
Collana in cui sono raccolti i risultati dei progetti scientifici finanziati dall’IIPP, presentati in maniera divulgativa e corredati da un ricco apparato illustrativo. È stata inaugurata con il volume Saperi Condivisi, i progetti dell’Istituto 1, edito nel 2019.

#### I Poster di TourismA
Questa sezione raccoglie i poster presentati a TourismA – Salone Archeologia e Turismo Culturale di Firenze. Ogni anno dal 2017 l’IIPP partecipa con un workshop aperto al pubblico, su tematiche legate al turismo archeologico nell’ambito della preistoria.